# Paulinenschlösschen (Wiesbaden)

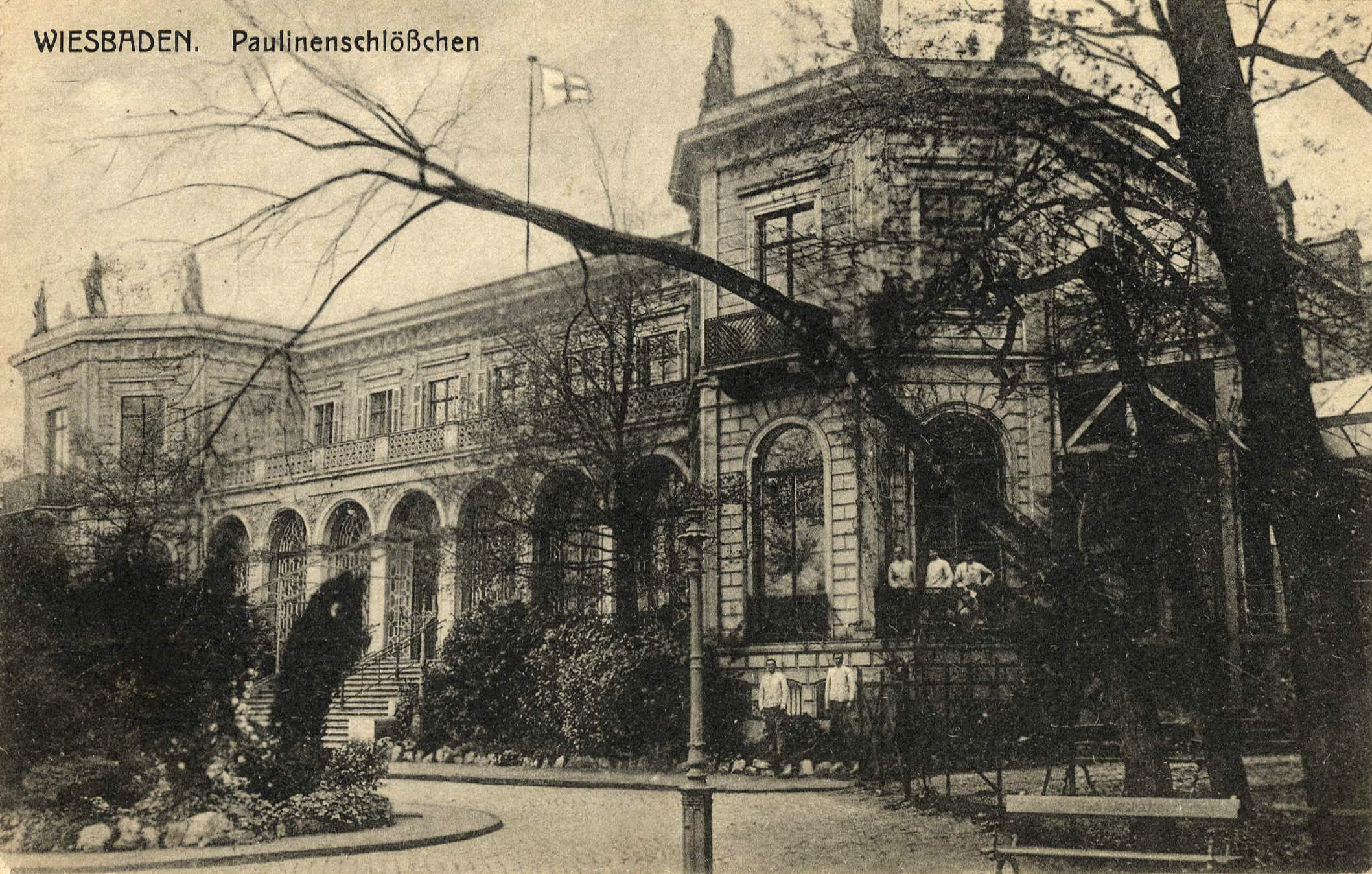
Das Paulinenschlösschen vor 1918

Das Paulinenschlösschen war ein Mitte des 19. Jahrhunderts erbautes Schloss in Wiesbaden, das im Zweiten Weltkrieg zerstört wurde. Es war der Witwensitz Pauline von Württembergs und stand an der Prinzessin-Elisabeth-Straße in Wiesbaden.

Ansicht der Straßenfassade

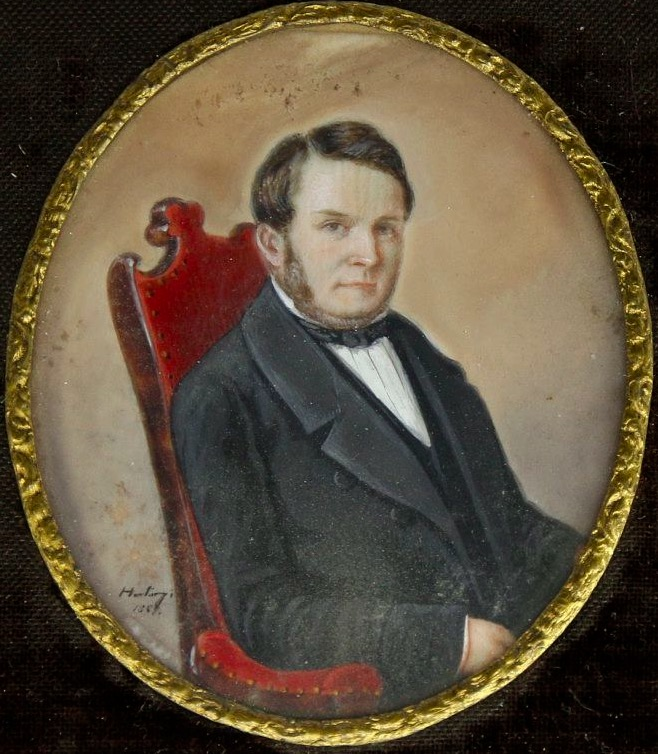
Der Architekt des Paulinenschlösschens, Theodor Goetz

Ab 1841 wurde mit dem Bau des von Theodor Goetz geplanten Schlosses begonnen. Obwohl die Bauarbeiten erst 1843 abgeschlossen werden konnten, bezog Pauline von Württemberg mit ihren Kindern das unvollendete Schloss bereits Ende des Jahres 1841. Nach dem Tod der Herzogin blieb das Gebäude noch bis 1896 im Familienbesitz, dann wurde es an einen Privatmann verkauft.
Um während des Neubaus des Kurhauses die Veranstaltungen weiterführen zu können, kaufte die Stadt Wiesbaden 1900 das Schloss und ließ es zum Kurhausprovisorium umbauen. Nach der Fertigstellung des neuen Kurhauses 1907 wurde das Paulinenschlösschen als Stadthalle genutzt und war in dieser Funktion festlicher Rahmen für zahlreiche Veranstaltungen wie Feste und Ausstellungen.

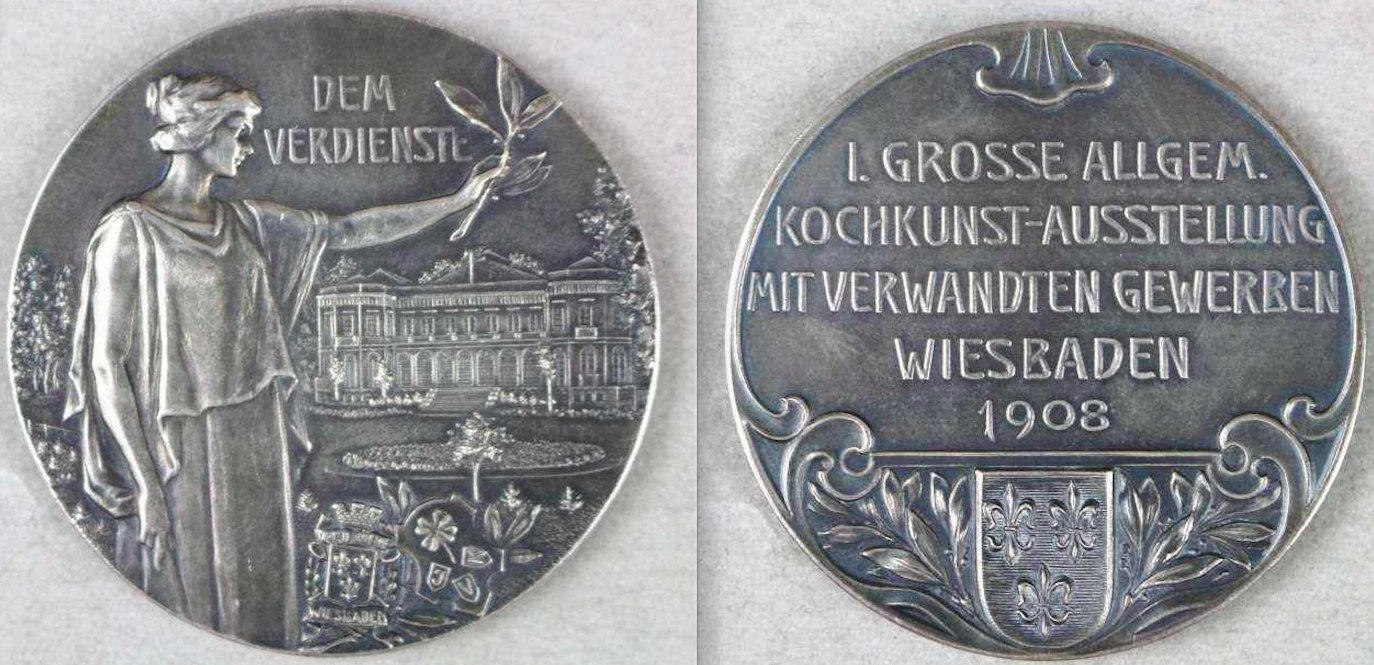
Das Paulinenschlösschen wurde von der Stadt für zahlreiche Veranstaltungen genutzt, so etwa 1908 für die "1. Große Allgemeine Kochkunst-Ausstellung", zu der eine Silbermedaille mit der Ansicht des Gebäudes erschien

In der Nacht vom 2. auf den 3. Februar 1945 wurde das Schloss bei einem Bombenangriff schwer beschädigt. Die Ruine wurde nach dem Krieg abgerissen. Seither dient die Fläche als Parkplatz.

## Quelle
- Das Wiesbadener Tagblatt über das Paulinenschlösschen

Koordinaten: 50° 5′ 12,2″ N, 8° 14′ 49,3″ O